# Pizhou
Koordinaten: 34° 24′ N, 118° 0′ O
Pizhou (chinesisch 邳州市, Pinyin Pīzhōu Shì) ist eine chinesische kreisfreie Stadt und gehört zur bezirksfreien Stadt Xuzhou in der Provinz Jiangsu. Sie hat eine Fläche von 2.088 km² und zählt 1.458.038 Einwohner (Stand: Zensus 2010). Ihr Hauptort ist die Großgemeinde Yunhe (运河镇).
Die neolithische Dadunzi-Stätte (Dadunzi yizhi 大墩子遗址) steht seit 2006 auf der Liste der Denkmäler der Volksrepublik China (6-71).
Die Longhai-Bahn verbindet Pizhou mit Lanzhou und Lianyungang.

## Administrative Gliederung
Auf Gemeindeebene setzt sich die kreisfreie Stadt aus vierundzwanzig Großgemeinden zusammen.